# ゾントラ
ゾントラ (ドイツ語: Sontra, [ˈzɔntra] ( 音声ファイル)) は、ドイツ連邦共和国ヘッセン州北東部のヴェラ＝マイスナー郡に属す小都市である。
保養地ゾントラは「山とハンザの街」として知られている。ここでいう「山」とはかつて含銅粘板岩採掘の街であったこと、「ハンザ」とはかつてハンザ同盟に属していたことを意味している。

## 地理
ゾントラは、バート・ヘルスフェルト（約 30 km 南西）、カッセル（約 45 km 北西）、アイゼナハ（約 35 km 東）の間に位置する。シュテルツィンガー山地の東、リヒェルスドルファー山地の北、リングガウ（山）の西にあたる。町内をゾントラ川が流れており、ヴェーレタール近郊でヴェーレ川に注ぐ。またヴィヒマンスハウゼン地区近郊でウルフェ川がゾントラ川に注ぐ。

### 隣接する市町村
ゾントラは、北はヴァルトカペルとヴェーレタール、東はリングガウとヘルレスハウゼン（以上、ヴェラ＝マイスナー郡）、南東はゲルストゥンゲン（テューリンゲン州ヴァルトブルク郡）、南はヴィルデックとネンタースハウゼン、南西はコルンベルク（以上、3町村はヘルスフェルト＝ローテンブルク郡）と境を接している。

### 市の構成
ゾントラ市は、中核市区の他に、ベルネブルク、ブランケンバッハ、ブライタウ、ディーメローデ、ハイエローデ、ホーネル、クラウトハウゼン、リンデナウ、ミッテローデ、シュタットホスバッハ、トゥルンホスバッハ、ウルフェン、ヴァイセンボルン、ヴィヒマンスハウゼン、ヴェルフェローデの15の市区からなる。
- ウルフェン地区のパノラマ
- トゥルンホスバッハ地区の教会付近

### 気候
| ゾントラの平均気温、降水量、日照時間の気候 | ゾントラの平均気温、降水量、日照時間の気候 | ゾントラの平均気温、降水量、日照時間の気候 | ゾントラの平均気温、降水量、日照時間の気候 | ゾントラの平均気温、降水量、日照時間の気候 | ゾントラの平均気温、降水量、日照時間の気候 | ゾントラの平均気温、降水量、日照時間の気候 | ゾントラの平均気温、降水量、日照時間の気候 | ゾントラの平均気温、降水量、日照時間の気候 | ゾントラの平均気温、降水量、日照時間の気候 | ゾントラの平均気温、降水量、日照時間の気候 | ゾントラの平均気温、降水量、日照時間の気候 | ゾントラの平均気温、降水量、日照時間の気候 | ゾントラの平均気温、降水量、日照時間の気候 |
| 月                                         | 1月                                        | 2月                                        | 3月                                        | 4月                                        | 5月                                        | 6月                                        | 7月                                        | 8月                                        | 9月                                        | 10月                                       | 11月                                       | 12月                                       | 年                                         |
| ------------------------------------------ | ------------------------------------------ | ------------------------------------------ | ------------------------------------------ | ------------------------------------------ | ------------------------------------------ | ------------------------------------------ | ------------------------------------------ | ------------------------------------------ | ------------------------------------------ | ------------------------------------------ | ------------------------------------------ | ------------------------------------------ | ------------------------------------------ |
| 日平均気温 °F                              | 30                                         | 31.3                                       | 37                                         | 44.1                                       | 52.2                                       | 57.9                                       | 60.6                                       | 59.5                                       | 54.1                                       | 46.6                                       | 38.1                                       | 32.5                                       | 45.33                                      |
| 降水量 inch                                | 2.063                                      | 1.657                                      | 2.063                                      | 2.075                                      | 2.657                                      | 2.937                                      | 2.634                                      | 2.65                                       | 1.953                                      | 1.965                                      | 2.248                                      | 2.5                                        | 27.402                                     |
| 日平均気温 °C                              | −1.1                                       | −0.4                                       | 2.8                                        | 6.7                                        | 11.2                                       | 14.4                                       | 15.9                                       | 15.3                                       | 12.3                                       | 8.1                                        | 3.4                                        | 0.3                                        | 7.41                                       |
| 降水量 mm                                  | 52.4                                       | 42.1                                       | 52.4                                       | 52.7                                       | 67.5                                       | 74.6                                       | 66.9                                       | 67.3                                       | 49.6                                       | 49.9                                       | 57.1                                       | 63.5                                       | 696                                        |
| 平均月間日照時間                           | 33.5                                       | 62.7                                       | 99.3                                       | 144.3                                      | 179.2                                      | 189.0                                      | 192.5                                      | 179.7                                      | 138.2                                      | 98.5                                       | 39.9                                       | 25.5                                       | 1,382.3                                    |
| 出典：ドイツ気象庁                         |                                            |                                            |                                            |                                            |                                            |                                            |                                            |                                            |                                            |                                            |                                            |                                            |                                            |

## 歴史
775年にゾントラのウルフェン市区が初めて文献に記録されている。ゾントラ自身も 8世紀に初めて記録される。この集落は当時、フランケンのリングガウ周辺（レグヌムズンデルングの城と民会場）の行政中心地で上級裁判所所在地であった。方伯のゾントラ代官の現存する文書には、1224年にゴットフリート・フォン・ヴァルトブルク、1225年にボイネブルク家の名前が遺されているが、すでに方伯のミニステリアーレとして advocatus de Sunthra の名が記録されている。ゾントラ城の最初の裁判領主は、おそらく高い確率でボイネブルク家に由来する。この家のゾントラの分家が1330年頃に断絶し、保護領主権を売却した後、ボイネブルク家のより古い分家が16世紀に断絶するまで「フォン・ゾントラ」を名乗った。1232年にクニグンデ・デ・ズントラーの名前が記録されている。彼女はマールブルクの聖エリーザベトの墓へ詣でる際に立ち寄ったのである。
ゾントラは1368年に都市権を獲得した。遅くとも1499年以降、含銅粘板岩の採掘が始まった。この採掘は1950年代まで続けられた。1588年の大火が、中世の市街中心部を焼き尽くした。この火事で教会も焼失した。三十年戦争の直前ゾントラで1軒の薬局が開業した。これは後に「特権を得たレーヴェン薬局」として語り継がれた。
1576年3月2日、領主の書状が牧師ヨハネス・ヴェルナーをアレンドルフ・アン・デア・ヴェラ教区監督区の宗教的代表者に指名し、近隣の牧師や学校教師に周知された。これは、ヘッセン方伯領で新しいアムト（行政区画）が委任された最初の例であった。方伯領のアムト・ゾントラは、20世紀に入るまで協会側から「クラッセ・ゾントラ」と呼ばれていた。

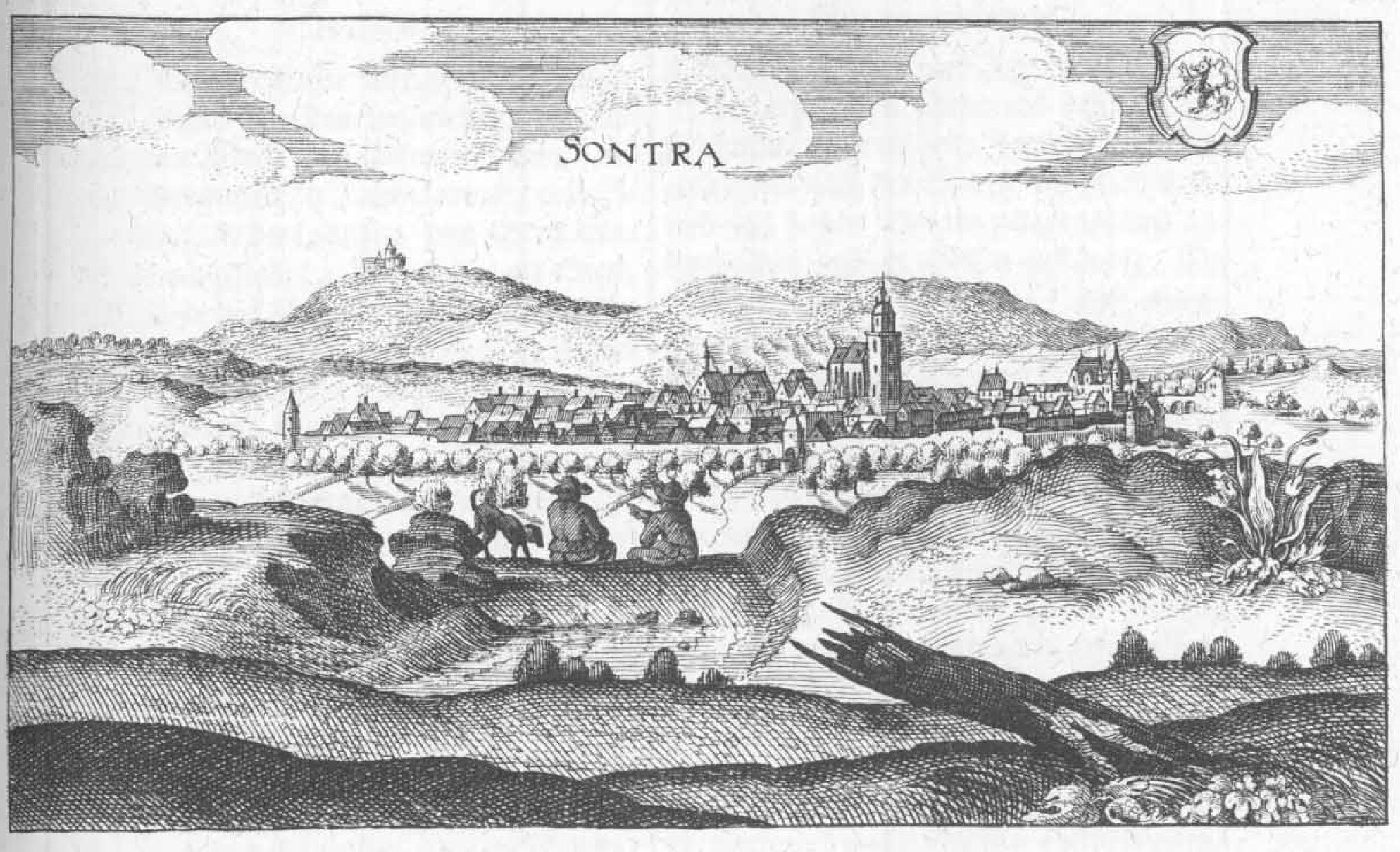
マテウス・メーリアンの銅版画に描かれた1655年頃のゾントラ

三十年戦争はこの街を手酷く破壊した。「1623年、赤痢で 137人死亡。1626年、ペストで 549人死亡。」1634年のクリスマスの夜にクロアチア軍がこの街を襲撃し、火がかけられ、家屋の半数が焼失した。この街に避難していた近隣の村の住民は多くの市民とともに命を落とした。生き延びた人々も1639年にスウェーデン軍に略奪された。1645年に新しい住民が住み着き始めた。だが、1647年にまたもや皇帝軍の軍勢がこの街を略奪した。
18世紀以降、ゾントラに、いわゆる「シュッツユーデン」（特権により保護されたユダヤ人）が住み着き、固有のコミュニティーを形成して、墓地や学校といった生活基盤を築いていた。1821年11月13日、火災により市街の大部分が犠牲となった。この火事で障害を負った住民は、国中から集められた募金で援助され、わずかな残金は選帝侯が運営する損害委員会を通じて、1824年に学習教材など教育施設に運用された。
市の処刑場は、おそらく、現在のいわゆるガルゲンベルク（直訳すると「絞首台の山」）ではなく、市の前にあった民会場であったと推測されている。ここを通る道（現在のベッカーガッセ）は、ベギン会修道会（Beckard) に由来するもので、憐れな罪人が形状へ運ばれる際、この径の上で最後の慈悲を与えられた。
ゾントラに属す入植地ドンナースハークでは、1920年代にいわゆる住民団体「フランラント＝フライゲルト」が設立された。
1936年から1938年に伝統的な含銅粘板岩採掘は新たな局面を迎えた。リッヒェルスドルファー山地で、その採掘が新たに始まり、ブロートベルクに銅鉱を生産するための選鉱・精製所が設けられた。主にマンスフェルト地方、オーバーシュレージエン地方、ザール地方から移住した鉱山労働者や精錬技師によってこの街の人口は約 2200 人から 5500 人にまで増加した。1945年から1946年にかけて故郷を逐われた人々や難民でさらに約 7000人にまで増加した。1953年のライヒェンベルク坑の浸水に伴い、含銅粘板岩の採掘は採算の合わないものとなり、1955年にクアヘッセン・クプファーシーファAGは事業を清算した。多くの鉱山労働者らはルール地方に転出していった。
ゾントラはヘッセン州の地域再編（1972年 - 1977年）までは旧ローテンブルク郡に属していた。コルンベルクとネンタースハウゼンは、新設されたヘルスフェルト＝ローテンブルク郡に留まった。

## 行政

### 市議会
ゾントラの市議会は、31議席からなる。

### 首長
市長のトーマス・エックハルトは、2014年5月25日の市長選挙で 63.26 % の票を獲得して新たな市長に選出された。

### 紋章
図柄: 金地に様式化された青いバラ。バラの上に銀と赤で9回塗り分けられた金の爪を持つ直立した獅子が描かれている。

### 自治体間共同活動
ゾントラは、隣接するヘルレスハウゼン（ヴェラ＝マイスナー郡）およびネンタースハウゼン（ヘルスフェルト＝ローテンブルク郡）とともに、2006年10月14日に目的連合「自治体間共同作業」を創設した。これ以後、これら3市町村は、経済、文化（教育）、余暇施設（観光業）、農業といった分野での共通の課題について積極的に処理を行っている。

### 姉妹都市
- ビムティエ（フランス、オルヌ県）1971年
- タムバッハ＝ディートハルツ（ドイツ、テューリンゲン州）1999年

## 文化と見所

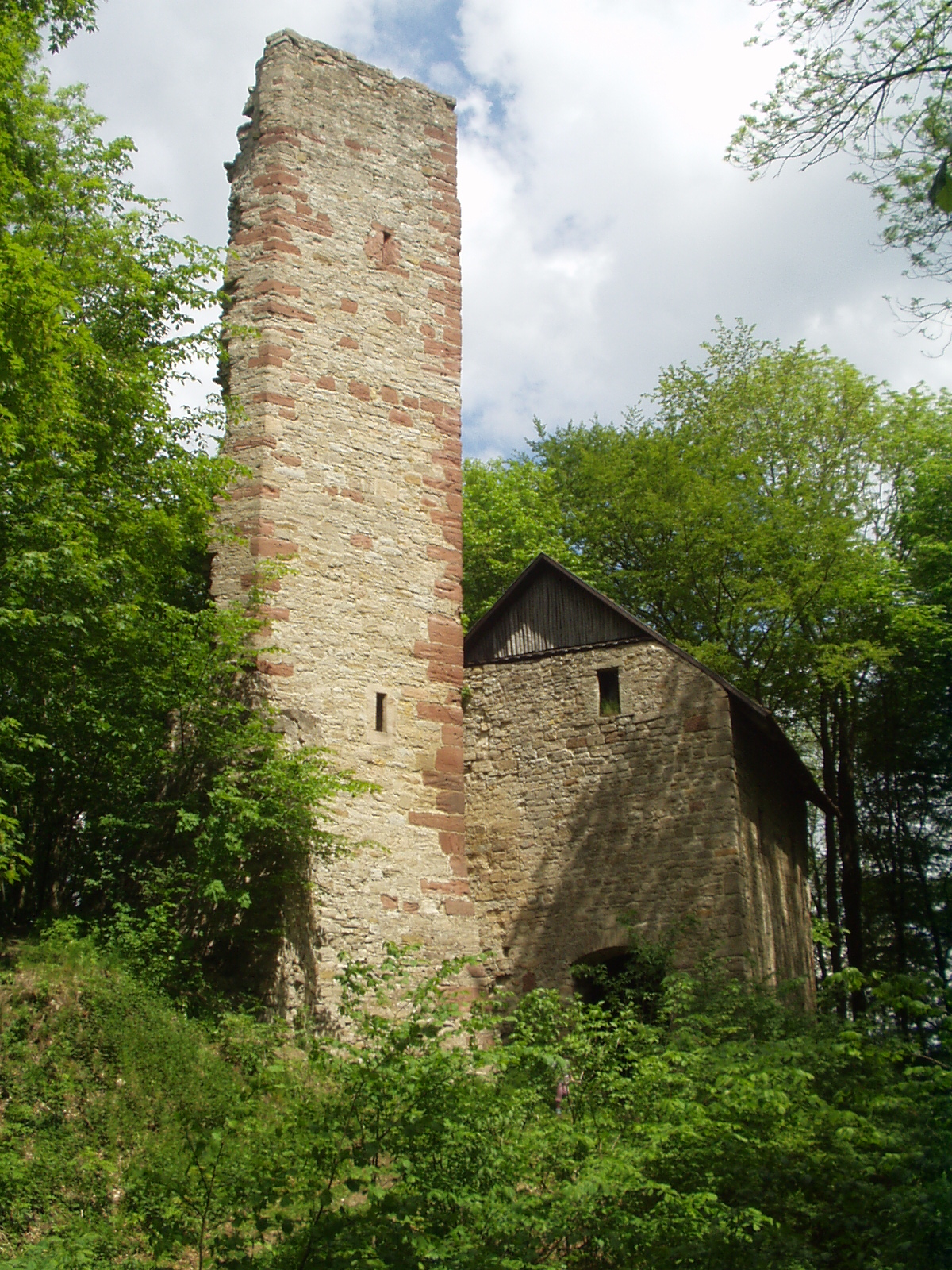
ボイネブルク城趾

### 建築
ゾントラは、数多くの保護文化財に指定された木組み建築を有する中世風の中心街を持つ。ゾントラの市庁舎は1668年に建造された。ヴィヒマンスハウゼン地区にはボイネブルク城趾がある。この城趾は現在もボイネブルク家の所有物である。

### プロテスタントの市教会聖マリエン教会

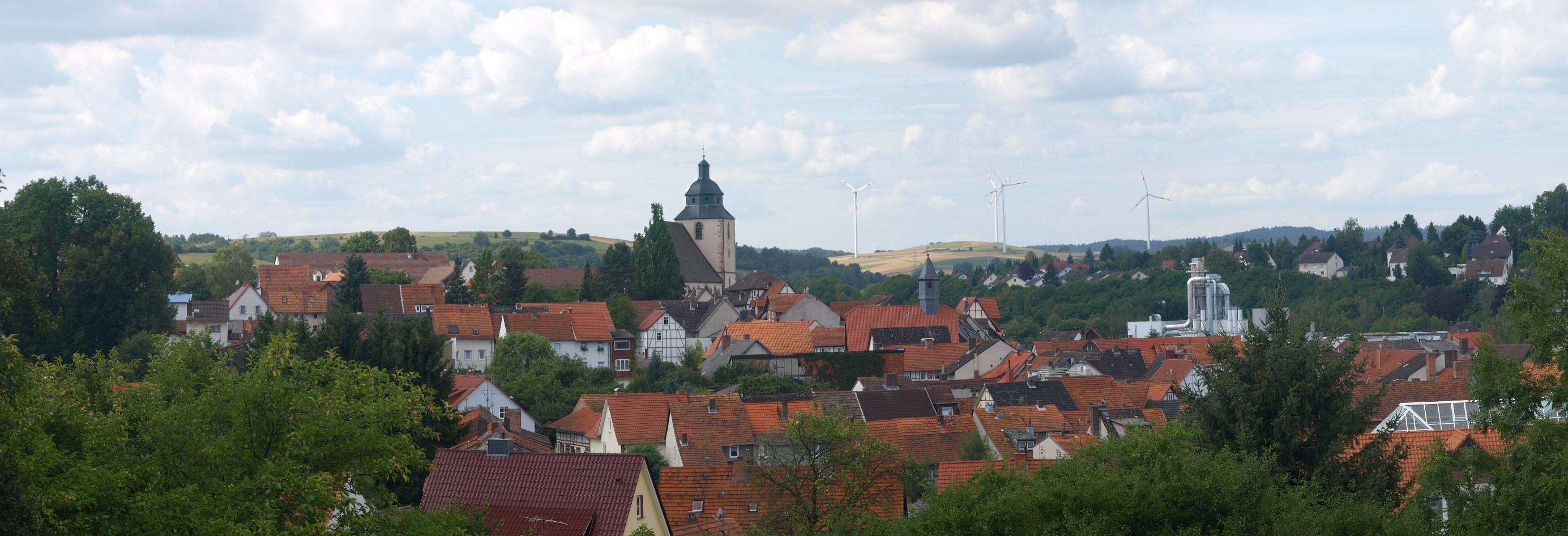
ゾントラ旧市街のパノラマ。画面中央の大きな建造物が聖マリエン教会

ゾントラの教会は初め、その守護聖人である聖ゲオルクにちなんで名付けられていたが、現在では聖マリエン教会と呼ばれている。この教会は1483年から1493年に完全に新たに建て直され、これにより建築様式はゴシック様式のホール式教会となり、これに適合するよう基礎構造も変更された。この時に北の側廊は取り払われ、この教会は非対称の構造となった。長堂は3つのヴォールトの張間で構成され、内陣は2つのヴォールトの張間を有する。教会の外側は、入念に加工された赤い砂岩の切石で造られ、堂々とした屋根は大変に堅牢な印象を与える。入口の中では、大きな尖塔アーチ型の北側の入口が注目に値する。内部は、中世以後の調度に後退するが、広く開放的で、明るいと同時に荘厳である。1934年の壁絵は1568年の彩色画を復元したものである。身廊および側廊は力強い円柱が幅広く張り詰められたアーチを支えている。内陣は、多彩なトレサリーを持つ6つの尖塔アーチ型の窓により照らし出されている。
この教会は1558年に、ゾントラ旧市街で起こった大火の犠牲となり、塔に備え付けられていた鐘も破壊された。教会の再建後、教会塔には特徴的な尖塔屋根が設けられたが、1598年7月27日の嵐で落下してしまった。
ヴォンメンのヨハン・アダム・グンデルマンは、ゾントラのオルガン製作者として重要な人物である。彼はシュターデのオルガン製作者アルプ・シュニットガーの優秀な弟子であった。グンデルマンは、まだキャリアの初期であった1711年8月22日にわずか33歳でゾントラにて亡くなった。その後オルガンは拡張され、グンデルマンが造った18のストップに加え、5つのペダル・ストップが使えるようになった。このオルガンは、旧ヘッセン選帝侯国の周辺部（カッセル以外）で最も音響が優れたオルガンであると評されている。

### ユダヤ人墓地
クヴェッセルスベルクのハインリヒ＝シュナイダー・シュターディオン近くの傾斜地に、約 150 基の墓標が遺るゾントラの歴史的ユダヤ人墓地がある。

### 博物館
- ヴィヒマンスハウゼン市区にある旧ボイネブルク城の博物館
- ゾントラの歴史的市庁舎の地下倉庫にある鉱山博物館（含銅粘板岩採掘）
- ゾントラのシュタインミューレン博物館

### スポーツ
大衆的なスポーツでは、TV ゾントラ 1861 e.V. が多くの競技部門を有している。地元のサッカークラブは SG ゾントラ 1919 e.V. がある。その他に、大きなウォータースライダーがあるレクリエーション・体験プール（屋外プール）、ミニゴルフ場、ケーゲルセンターがある。
市内には2つの射撃クラブがある。シュッツェンギルデ・ゾントラとスポーツ射撃クラブ 1958 ゾントラ e.V. である。ゾントラ近郊のドルンベルクには航空スポーツクラブ・ミッテルヘッセン e.V. ゾントラ/ベーブラが運営するグライダー飛行場ドルンベルク＝ゾントラがある。

## 経済と社会資本

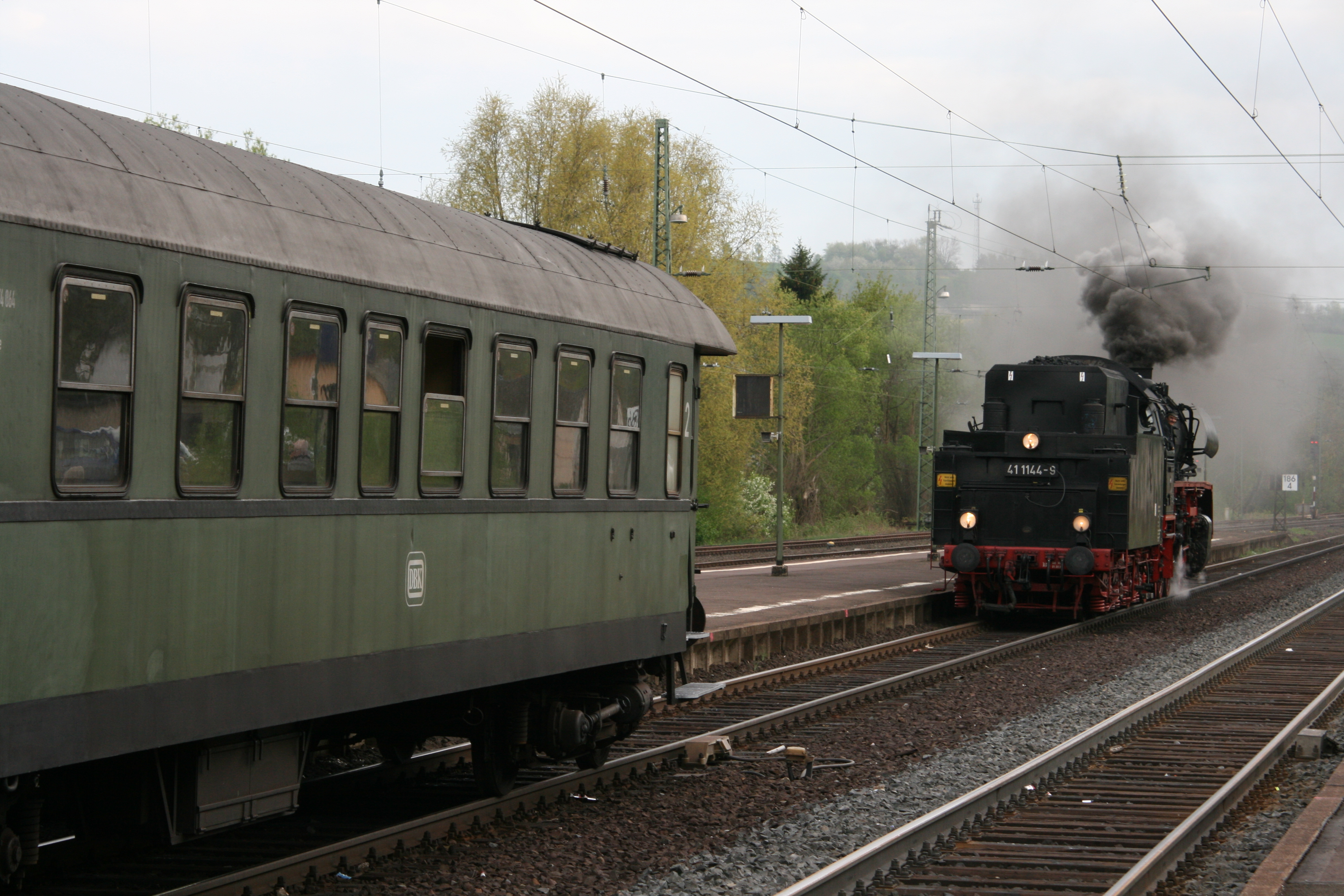
ゾントラ駅の蒸気機関車

### 交通
アウトバーン網への接続は連邦アウトバーンA4号線（ヴォンメン/ゾントラ・インターチェンジ）を経由する。市内を連邦道 B27号線と B7号線が通っている。クラウトハウゼン、ブライタウ、ウルフェン市区を連邦道 B400号線が通っている。
市区を通るアウトバーン A44号線は計画中もしくは建設中である。
鉄道では、ベーブラ - ゲッティンゲン線のゾントラ駅がある。
3つの平らで森の多い中低山地、シュテルツィンガー山地、リッヘルスドルフファー山地、リングガウに囲まれた場所では自転車道網や遊歩道網が整備されている。特にヘッセン自転車道 R5号線、バルバロッサヴェク（広域遊歩道）、ヨーロッパ広域遊歩道 E6号線の名前が挙げられる。2007年以降、ヴィヒマンスハウゼン市区周辺を周回する地域的な学習路であるノルトヘッセン気候学習路が整備されている。

### 国家機関
1962年にフザーレン兵舎が建設された。ここには第5機甲偵察大隊と第140機甲偵察中隊が駐屯していた。末期には 780人が勤務していたこの兵舎は2008年6月30日に閉鎖された。

### 教育
ゾントラには、アダム・フォン・トロット・シューレ（総合学校）、基礎課程学校が 2 校、バルバラシューレ（学習補助学校）がある。

## 引用
1. ↑  Hessisches Statistisches Landesamt: Bevölkerung in Hessen am 31.12.2023 (Landkreise, kreisfreie Städte und Gemeinden, Einwohnerzahlen auf Grundlage des Zensus 2011)]
2. ↑  Max Mangold, ed (2005). Duden, Aussprachewörterbuch (6 ed.). Dudenverl. p. 735. ISBN 978-3-411-04066-7
3. ↑   ドイツ気象庁月間平均気温と降水量（1961年 - 1990年）
4. ↑  Alfred Schulze: Der Ringgau und Sontra. In: Das Werraland, Heft3, Eschwege 1967, pp.39-41
5. ↑  2011年の市議会議員選挙結果
6. ↑  “Bürgermeisterwahl Magistrat der Stadt Sontra am 25.05.2014”. 2022年3月13日閲覧。
7. ↑  Dorothea Schäfers: Sankt Marien - die Stadtpfarrkirche von Sontra. In: Werratalverein Eschwege e.V. (Hrsg.): Das Werraland. Heft 3, Eschwege 1976, p. 36.
8. ↑  Dieter Großmann: Die Stadtkirche St. Georg in Sontra. In: Werratalverein Eschwege e.V. (Hrsg.): Das Werraland. Heft 2, Eschwege 1957, pp. 22-24.